# Antoni Griera i Gaja
Antoni Griera i Gaja (* 17. Januar 1887 in Sant Bartomeu del Grau, Provinz Barcelona; † 3. Dezember 1974 in Castellar del Vallès) war ein spanischer Romanist und Katalanist.

## Leben und Werk
Monseñor Griera studierte in Paris (bei Jules Gilliéron), Halle a. S. und Zürich. Er promovierte 1914 an der Universität Zürich mit der Arbeit La frontera catalano-aragonesa. Estudi geografico-lingüístic (Barcelona 1914), empfing im selben Jahr die Priesterweihe und lehrte an der Universität Barcelona Katalanische Philologie (später als Professor). Von 1921 bis 1932 war er Mitglied des Institut d’Estudis Catalans.
Ab 1939 war er Pfarrer in Sant Cugat del Vallès, machte sich um die Restaurierung des bedeutenden Klosters Sant Cugat verdient und siedelte dort das Institut Internacional de Cultura Romànica an, mit dessen Hilfe er seine Werke veröffentlichte.
Griera publizierte einen mit innovativer Methodik erarbeiteten achtbändigen Sprachatlas und ein vierzehnbändiges Wörterbuch des Katalanischen.
Griera war Ehrendoktor der Universität Löwen.

## Weitere Werke
- (Hrsg.) Diccionari de rims de Jaume March. Barcelona 1921.
- Atlas lingüístic de Catalunya. 8 Bände. Barcelona 1923–1964.
- Gramàtica històrica del català antic. Barcelona 1931.
- Etudes de géographie linguistique. Barcelona 1933.
- Tresor de la llengua, de les tradicions i de la cultura popular de Catalunya. 14 Bände. Barcelona 1935–1947.
- Bibliografía lingüística catalana.  Barcelona 1947.
- (Hrsg. mit Antoni Maria Badia i Margarit und Federico Udina Martorell) VII Congreso internacional de lingüística románica. Universidad de Barcelona, 7-10 abril de 1953. Tomo II. Actas et memorias, 2 Bände. Barcelona 1955.
- Atlas lingüistic d'Andorra. Andorra 1960.
- Vocabulario vasco. Ensayo de una interpretación de la lengua vasca. 2 Bände. San Cugat del Vallés 1960.
- Gramática histórica catalana. Barcelona 1965.
- Atlas linguístic de la Vall d'Aran. San Cugat del Vallés 1973.